# مینا سالملا
مینا سالملا (به انگلیسی: Minna Salmela) (زادهٔ ۳ مهٔ ۱۹۷۱) شناگر اهل فنلاند است.